# NFL Most Valuable Player
NFL Most Valuable Player (MVP) er en kåring, der finder sted efter forskellige begivenheder i den professionelle amerikanske football-liga, NFL. Man kårer den bedste spiller, eller rettere den mest værdifulde spiller.
Der kåres efter grundspillet er slut en MVP, ligeledes en efter slutspillet (postseason) samt en efter finalen (Super Bowl) kaldet Super Bowl MVP.
| NFL | Spire Denne artikel om NFL er en spire som bør udbygges. Du er velkommen til at hjælpe Wikipedia ved at udvide den. |